# Луис Мартинети, акробат
„Луис Мартинети, акробат“ (на английски: Luis Martinetti, Contortionist) е американски късометражен ням филм от 1894 година на режисьора Уилям Кенеди Диксън с участието на акробата Луис Мартинети.

## Сюжет
Луис Мартинети изпълнява пред камерата нови акробатични номера на халки. Облечен в тигрово трико, той промушва краката си през халките, след което извива тялото си така, че главата му се озовава между краката. Мартинети започва да се върти около оста, така че тялото му заема няколко различни позиции, усуквайки го колкото е необходимо за целта.

## В ролите
- Луис Мартинети като акробата

## Продукция
Филмът е заснет на 11 октомври 1894 година в студиото Блек Мария при лабораториите на Томас Едисън в Ню Джърси. В наши дни се съхранява в „Американската академия за кинематографични изкуства и наука“.